# Gymnometopina apta
Gymnometopina apta är en tvåvingeart som först beskrevs av Charles Howard Curran 1931.  Gymnometopina apta ingår i släktet Gymnometopina och familjen hoppflugor.
Artens utbredningsområde är Kamerun. Inga underarter finns listade i Catalogue of Life.